# René Grönland
René Grönland (* 3. Oktober 1849 in Eaubonne bei Paris; † 8. Dezember 1892 in Berlin) war ein deutsch-französischer Stilllebenmaler.

## Leben
Grönland war ein Sohn des deutsch-dänischen Stillleben- und Dekorationsmalers Theude Grönland und dessen Ehefrau Sophie Olympe, geborene Maréschal. Wie auch sein 1859 in Barbizon geborener Bruder Nel erhielt er Unterricht durch seinen Vater, außerdem in Paris durch die Dekorationsmaler Hugo und Turin. 1868/1869 zog die Familie nach Berlin. Dort unterrichtete er später die Malerinnen Marie Elisabeth Moritz und Anna Gumlich-Kaempf.

## Werke (Auswahl)
- Anatra morta, 1880

Prunkstillleben mit Humpen und Fasan, 1890

- Prunkstillleben mit Humpen und Fasan, 1890
- Stillleben mit Fischen, Wirsing, Rettichen und Steinzeugkrug
- Stillleben mit Huhn, Eiern und Gemüse